# Ланновская сельская община
Ланновская сельская община (укр. Ланнівська сільська громада) — территориальная община в Полтавском районе Полтавской области Украины. Административный центр — село Ланная.
Образована 27 апреля 2017 года путем объединения Ланновского и Нижнеланновского сельских советов Карловского района.
7 августа 2019 года в результате добровольного присоединения к общине присоединился Верхнеланновский сельский совет.
В 2020 году присоединились Климовский и Фёдоровский сельский совет Карловского района.

## Населенные пункты
В состав общины входят 11 сел: Верхняя Ланная, Климовка, Коржиха, Кумы, Ланная, Львовское, Нижняя Ланна, Редуты, Федоровка, Холодное Плесо и Чаловка.